# Coeliadinae
A Coeliadinae a rovarok (Insecta) osztályának a lepkék (Lepidoptera) rendjéhez, ezen belül a valódi lepkék (Glossata) alrendjéhez tartozó busalepkék családjának egyik alcsaládja.

## Rendszerezésük
Az alcsaládba az alábbi nemek tartoznak:
- Allora
- Badamia
- Bibasis
- Burara
- Choaspes
- Coeliades
- Hasora
- Pyrrhiades
- Pyrrhochalcia